# Plateatico

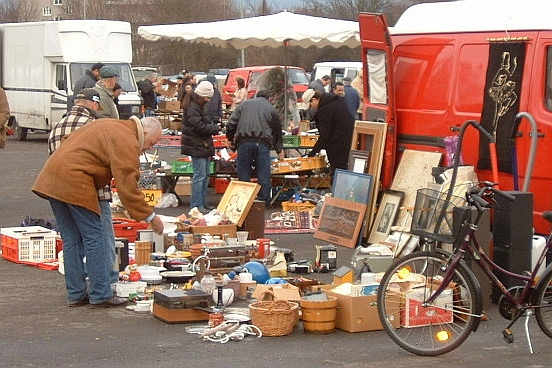
Immagini di un mercatino a Francoforte

Il plateatico era un tributo di origine feudale che si versava in cambio della possibilità, permanente o temporanea, di utilizzare il suolo pubblico. In gergo urbanistico, infatti, plateatico è un termine che indica un piazzale idoneo all'allestimento di banchi e bancarelle.
Il plateaticum era anche detto plateagium o platagium ed era ancora in vigore nella Francia del XVII secolo di Dom Basile Fleureau (storico francese, 1620-1680 circa) col nome di plaçage o placeage.

## Storia
Fin dai tempi dell'età Comunale, per poter tenere su suolo pubblico i banchi su cui esibire la merce in vendita, occorreva una sorta di autorizzazione che si otteneva mediante il pagamento di una certa somma, la cui entità era proporzionata alla porzione di "platea" (piazza) occupata.
In genere, alle origini era intesa come imposta sui consumi, quindi riferita alla quantità di merce e all'estensione di suolo che occorreva per tenere i banchi (che, in particolare, nell'Italia meridionale erano chiamati "puosti, cacciate, tavuli e tavulilli" per differenziare sia il tipo di banco sia la durata dell'esposizione della merce); solo in seguito si è caratterizzata come imposta per l'occupazione di suolo pubblico. L'imposizione fiscale non era assoluta: vi erano infatti numerose "zone franche", dove i commercianti erano esenti dal pagamento del tributo: ad es. i territori di proprietà di conventi ed abbazie e le città governate dai vescovi.
Riferisce Ludovico Antonio Muratori (in Antichità italiane, Dissertazione XIX De' Tributi, delle Gabelle, e di altri oneri pubblici de' secoli barbarici) che «Il plateatico, che si truova in alcuni documenti, era un tributo pagabile da chi volea vendere in piazza.».
I Longobardi fecero largo uso del plateaticum, ma inteso come imposta sulle foreste che la comunità pagava ai signori, al pari dell'erbatico, del legnatico, ecc. Durante il periodo svevo, il plateaticum passò ad indicare i tributi doganali che si pagavano per le merci trasportate da una città all'altra in occasione di fiere e mercati.
Una questione di plateatico  fu l'origine dello scontro tra Regno di Napoli e Santa Sede, nota come Controversia liparitana: il vescovo di Lipari aveva il privilegio di non pagare il plateatico. Il gabelliere, invece lo pretese, il vescovo scomunicò i gabellieri e il Re di Napoli, come erede nella Monarchia sicula dei re normanni, applicò l'appello per abuso, cancellando la scomunica, ma incorrendo in quella inflitta dalla Santa Sede.

## Attualità dell'imposta
Nei Comuni italiani c'è un'apposita unità organizzativa per il pagamento del canone (cd. tosap), a tutela non solo dell'ordine pubblico e dell'urbanistica ma anche dei commercianti stessi. In alcuni di questi Comuni, l'Unità organizzativa ha conservato la denominazione di Plateatico, forse in omaggio alle antiche tradizioni storiche.